# Unter den Wölfen von Alaska
Unter den Wölfen von Alaska (auch bekannt als Nördlich der Hudson-Bay und Nördlich des Yukon) ist ein US-amerikanischer Abenteuer-Stummfilm aus dem Jahr 1923 von John Ford mit Tom Mix in der Hauptrolle. Das Drehbuch basiert auf der Erzählung Journey of Death des Drehbuchautors Jules Furthman.

## Handlung
Der Rancher Michael Dane reist in den Norden Kanadas, um sich seinem Bruder Peter anzuschließen, der mit seinem Partner Angus McKenzie einen Goldfund gemacht hat. Unterwegs lernt Dane Estelle McDonald kennen und verliebt sich in sie. Als Dane am Treffpunkt, einem Handelsposten, ankommt, erfährt er, dass Peter ermordet wurde. Lokale Behörden beschuldigen McKenzie und verurteilen ihn im Schnellverfahren dazu, den „Todespfad“ zu gehen, eine Art Folter, die Aushungern und Entblößen beinhaltet und bei der der Gefangene in Begleitung von Wachen so lange gehen muss, bis er stirbt. Dane wird zum Ziel derselben Folter, als er versucht, dem zu Unrecht Angeklagten zu helfen. Beide fliehen und Dane gerät in einen Kampf mit einem Rudel Wölfe. Estelle folgt der Gruppe in einem Kanu, verfolgt von ihrem Onkel Cameron, der der wahre Mörder von Peter ist. McDonald stirbt nach einer Verfolgungsjagd über einen Wasserfall, Dane und Estelle fliehen zurück in die Zivilisation.

## Hintergrund
Am 17. Februar 1923 wurde bekannt gegeben, dass die Dreharbeiten begonnen hatten und die Besetzung und das Team „in vierzig Fuß Schnee“ im Yosemite Valley drehten. Die Produktion verlagerte sich dann nach Truckee bevor sie Mitte März 1923 in die Fox-Studios in Los Angeles zurückkehrte. Am 28. April 1923 wurde berichtet, dass die Dreharbeiten abgeschlossen seien.
John Ford, der hier sein Pseudonym Jack Ford verwendete, hatte einen Cameo-Auftritt in der Verfolgungsszene. Von dem Film existiert eine unvollständige Kopie von ca. 40 Minuten.
Ab dem 18. November 1923 lief der Film in den US-Kinos an.

## Kritiken
George T. Pardy beschrieb den Film in der Exhibitors Trade Review als lebhaftes Melodram, gut inszeniert und wunderschön gefilmt.